# Marianna von Martines
Marianna (Anna Catharina) von Martines (ook: Marianne Martines, Maria Anna Martines, Marianna (von) Martinez) (Wenen, 4 mei 1744 – aldaar, 13 december 1812) was een Oostenrijks componiste, muziekpedagoge, klaveciniste, zangeres en vertaalster. Haar vader Nicolò Martinez (1689-1764) was een uit Napels afkomstige ceremoniemeester van de Pauselijke nuntius in Wenen, die de Duitse Maria Theresia (1712-1775) gehuwd had. Marianna was het tweede van zes kinderen uit dit huwelijk. Waarschijnlijk heeft Marianna twaalf broers en zussen gehad, waarvan zeven al op jeugdige leeftijd overleden. Op 23 januari 1774 werden Marianna, haar zuster en vier broers door de Oostenrijkse keizerin Maria Theresia van Oostenrijk (1717-1780) in de erfelijke ridderstand opgenomen
Zij was een van de belangrijkste vrouwelijke componisten in de Mozartperiode in Wenen. De hoge kwaliteit van haar muzikale werkzaamheden weerspiegelen zich in getuigenissen van toen, onder andere van de musicoloog Charles Burney. Verder werden zowel de door haar georganiseerde "academiën" alsook haar werken als muziekpedagoge hoog ingeschat.

## Levensloop
Martines trad vroeg als componerend wonderkind op en haar door de dichter Pietro Metastasio gesteunde, diepgaande en uitgebreide opleiding maakte haar een veelzijdige muzikaal-literaire ontplooiing mogelijk. Zij trad als zangeres, componiste, klaveciniste en vertaalster naar voren. Martines' vader kwam als vriend van Metastasio in het Michaelerhuis en woonde aldaar als onderhuurder van de dichter. In haar eerste autobiografie noemde Martines maar liefst twee leraren: Joseph Haydn en Giuseppe Bonno. De andere leraren, Nicola Porpora en Johann Adolph Hasse, werden door haar niet genoemd. Pianoles kreeg zij vanaf 10-jarige leeftijd van Joseph Haydn. Haydn woonde ook in hetzelfde huis en zij kreeg iedere dag les, waarvoor de familie Martines Haydn de kost gaf. Al spoedig ontwikkelde Marianna Martines haar talent. Met behulp van haar vader en van de dichter Metastasio kwam Martines al vroeg in contact met belangrijke personen uit politiek, cultuur en maatschappij. Op uitnodiging van keizerin Maria Theresia van Oostenrijk (1717-1780) speelde zij regelmatig aan het hof. Ten minste een keer in de week gaf zij een muzikale soiree in het huis. Na de dood van Metastasio erfden Martines en haar zuster en de broers de nalatenschap van de dichter.
Als eerste vrouw werd zij in 1773 in de "Accademia Filarmonica di Bologna" opgenomen. Toen was deze opname een grote onderscheiding. In de jaren tussen 1780 en 1790 leidde zij een zangschool, die als voorloper-institutie van het Weense conservatorium gezien wordt.
Op 17-jarige leeftijd ging haar derde mis in 1761 in de Weense hofkerk Sint Michaël in première. Het is bekend dat de muziektheoreticus Padre Giovanni Battista Martini haar werken waardeerde. Haar sonates voor piano in E-majeur en A-majeur werden in 1760 in een anthologie van de muziekuitgever Johann Ulrich Hafner gepubliceerd. Het was een erkenning voor de kwaliteit van de composities. Het bekendste werk van Martines is ongetwijfeld het oratorium Isacco figura del redentore (1782) op een tekst van Pietro Metastasio, dat met veel succes in de Wiener Tonkünstler-Sozietät in première ging.
Op 13 december 1812 overleed Martines als gevolg van tuberculose, drie dagen na de dood van haar zuster Antonia, met wie zij jaren samengeleefd had.
De musicoloog Charles Burney schreef over Marianna Martines:
Zij overtrof inderdaad alles wat ik verwacht had. Zij zong twee aria's van haar eigen composities op woorden van Metastasio, en begeleidde zichzelf op het klavecimbel en uit de meesterlijke manier waarop zij de ritornellen speelde, kon ik opmaken, dat zij virtuoze vingers had....

## Composities

### Werken voor orkest
- 1770 Sinfonie C-Dur

#### Concerten voor instrumenten en orkest
- 1772 Concerto per il clavicembalo G-Dur (Concert voor klavecimbel in G-majeur)
- 1776 Concerto per il Cimbalo E-Dur (Concert voor klavecimbel in E-majeur)
- Concerto per il clavicembalo in A (Concert voor klavecimbel in A-majeur)
- Concerto [per il clavicembalo] in C (Concert voor klavecimbel in C-majeur)

### Missen en andere kerkmuziek
- 1760 Seconda Messa in G-majeur
- 1761 Terza messa in C-majeur
- 1762 Litanei Nr. 1 in D-majeur
- 1765 Quarta messa in D-majeur
- 1767 Regina caeli in C-majeur
- 1768 Miserere mei Deus
- 1769 Miserere: Pietà Signore
- 1770 Quemadmodum desiderat cervus
- 1774 Dixit Dominus
- 1775 Litanei Nr. 2 in G-majeur
- In exitu Israel, Psalm voor solisten, gemengd koor en orkest
- Laudate Pueri Dominum - Psalm 112
- Mis nr. 1 in C-majeur
- Kyrie
- Et vitam venturi

#### Cantates
- 1767 Scelte d’arie composte per suo diletto
- 1769 Se per tutti ordisce amore, - tekst: Pietro Metastasio "L’eroe cinese"
- 1769 Per pietà bell’idol mio - tekst: Pietro Metastasio "Ataraserse"
- 1778 La tempesta
- 1779 Amor timido
- 1783 Il nido degli amori
- 1786 Orgoglioso fiumicello
- Perchè compagne amate, perchè tanto stupor!
- Il consiglio
- Il primo amore
- La primavera

#### Oratoria
- 1782 Isacco figura del redentore, oratorium - tekst: Pietro Metastasio
- Santa Elena al Calvario, oratorium

#### Motetten
- 1760 Ne maris ira insana..., motet
- 1760 Erramus absque duce..., motet
- 1762 Dell’ innocenza..., motet
- 1762 Maggior d’ogni periglio..., motet
- 1765 Erubeas Tiranne de Sanctus Joannes, motet
- 1765 A nimbis insultata..., motet
- 1768 Ad te, mi Deus..., motet
- 1768 In te felix et tranquilla..., motet
- 1768 Suas clpas cogitando, motet
- 1768 Palpitat cor..., motet
- O virgo cui salutem..., motet
- Per avia nemorosa...

### Werken voor klavecimbel
- voor 1767 Sonate
- voor 1767 Sonate in E-majeur
- 1769 Sonate in A-majeur[1]

## Media
1. ↑  Piano Sonate No.3 (1e deel). Gearchiveerd op 18 april 2023.

- Bibsys: 98013503
- Biblioteca Nacional de España: XX1531340
- Bibliothèque nationale de France: cb13968361b (data)
- Gemeinsame Normdatei: 118937359
- International Standard Name Identifier: 0000 0001 1064 0966
- Library of Congress Control Number: n80066568
- MusicBrainz: 9eef0e9f-6ef3-44c5-bc60-a98f7beae94b
- Nationale Bibliotheek van Tsjechië: jx20111212034
- Nationale bibliotheek van Australië: 36041315
- Nationale Bibliotheek van Israël: 987007405813105171
- Nationale Bibliotheek van Polen: a0000001278119
- Nederlandse Thesaurus van Auteursnamen: 244371814
- Istituto Centrale per il Catalogo Unico: DDSV298947
- LIBRIS: 346831
- SNAC: w64x9mc5
- Système universitaire de documentation: 15990420X
- Trove: 1198081
- Virtual International Authority File: 55145067184566630853